# Campionati del Mediterraneo di lotta 2018
I campionati del Mediterraneo di lotta 2018 si sono svolti dal 29 al 31 marzo 2018 presso il Complesso olimpico Mohamed Boudiaf di Algeri, in Algeria.
Il giochi sono stati organizzati dalla Federazione algerina delle lotte associate sotto l'egida del Comitato Mediterraneo delle Lotte Associate (CMLA)

## Competizioni
Si sono svolte le competizioni nelle categorie senior, junior e cadetti, di lotta greco-romana maschile e lotta libera maschile e femminile.
| Senior                      | Senior                            |
| --------------------------- | --------------------------------- |
| Lotta libera maschile       | 57-61-65-70-74-79-86-92-97-125 kg |
| Lotta greco-romana maschile | 55-60-63-67-72-77-82-87-97-130 kg |
| Lotta libera femminile      | 50-53-55-57-59-62-65-68-72-76 kg  |
| Junior                      |                                   |
| Lotta libera maschile       | 57-61-65-70-74-79-86-92-97-125 kg |
| Lotta greco-romana maschile | 55-60-63-67-72-77-82-87-97-130 kg |
| Lotta libera femminile      | 50-53-55-57-59-62-65-68-72-76kg   |
| Cadetti                     |                                   |
| Lotta libera maschile       | 45-48-51-55-60-65-71-80-92-110 kg |
| Lotta greco-romana maschile | 45-48-51-55-60-65-71-80-92-110 kg |
| Lotta libera femminile      | 40-43-46-49-53-57-61-65-69-73 kg  |

## Podi

### Uomini

#### Lotta greco-romana
| Evento        | Oro                   | Argento               | Bronzo              |
| Fino a 55 kg  | Abdelkarim Fergat     | Dimitrios Alexandrous | ----                |
| Fino a 60 kg  | Abdennour Laouni      | Antonio Cabral        | ---                 |
| Fino a 63 kg  | Mohamed Chrif Naanaa  | Radwane Tarhouni      | Dimitrios Kouplidis |
| Fino a 67 kg  | Ishak Ghaiou          | Abdulkarim Al-Hasan   | Soleymen Nasr       |
| Fino a 72 kg  | Tarik Aziz Bin Isa    | Georgios Sotiriadis   | Žarko Velimirović   |
| Fino a 77 kg  | Akram Budżamalin      | Wael Selmi            | Firas Khalifa       |
| Fino a 82 kg  | Chawki Doulache       | Ghaieth Hannachi      | ----                |
| Fino a 87 kg  | Bachir Sidazara       | Adam Budżamalin       | Skander Missaoui    |
| Fino a 97 kg  | Michalis Josifidis    | Hamza Haloui          | Amine Guennichi     |
| Fino a 130 kg | Konstantinos Fotiadis | Nikolaos Leon         | Hichem Kouchit      |

#### Lotta libera
| Evento       | Oro                 | Argento                | Bronzo               |
| Fino a 57 kg | Salaheddine Kateb   | Abdelhak Kherbache     | Farouk Jelassi       |
| Fino a 61 kg | Mathlouthi Chedli   | Panagiotis Ioakeimidis | Gaceme Yahia El-Hadi |
| Fino a 65 kg | Quentin Sticker     | Kaireddine Ben Telili  | Amar Laissaoui       |
| Fino a 70 kg | Chemsedine Bouchaib | Nikolaos Aruzmanidis   | Fares Lakel          |
| Fino a 74 kg | Konstandinos Gotsis | Alexandros Tsantikidis | Mohamed Boudraa      |
| Fino a 86 kg | Imed Kaddidi        | Mohamed Alioaut        | Ilias Kydros         |
| Fino a 92 kg | Muhammad as-Sadawi  | Youcef Benhagouga      | Christos Samartsidis |
| Fino a 97 kg | Mohamed Fardj       | Dimitrios Akritidis    | Christoforos Lizidis |

Il tunisino Ayoub Barraj (79 kg) e il greco Jorgos Jeorjadis (125 kg) sono stati gli unici concorrenti iscritti nella loro categoria e le loro medaglie d'oro non sono state incluse nel medagliere.

### Donne

#### Lotta libera
| Evento       | Oro                      | Argento        | Bronzo                      |
| Fino a 50 kg | Sara al-Hamidi           | Félicia Gallo  | Nada Madani Aszur Abd Allah |
| Fino a 53 kg | Marwa Mizjan             | Randija Harcha | ----                        |
| Fino a 55 kg | Siwar Bousetta           | Rayane Houfaf  | ----                        |
| Fino a 57 kg | Chulud al-Auni           | Theleli Galou  | ----                        |
| Fino a 59 kg | Sonia Baudin             | Chaima Aouisse | Anastasia Chafousidou       |
| Fino a 65 kg | Nur al-Dżaldżali         | Lina Khellal   | ----                        |
| Fino a 68 kg | Pauline Lecarpentier     | Amel Hammiche  | Rihem Ayari                 |
| Fino a 72 kg | Samar Amir Ibrahim Hamza | Houria Boukrif | ----                        |
| Fino a 76 kg | Ekaterini Irini Pitsiawa | Drifa Arezki   | ----                        |

La tunisina Fatma Inoubli non ha combattuto nell'incontro finale dopo che la sua rivale si è ritirata. La sua medaglia d'oro non è stata inclusa nel medagliere.

## Medagliere
| Posizione | Paese      | Oro | Argento | Bronzo | Totale |
| --------- | ---------- | --- | ------- | ------ | ------ |
| 1         | Algeria    | 11  | 13      | 5      | 29     |
| 2         | Tunisia    | 8   | 4       | 6      | 18     |
| 3         | Grecia     | 4   | 7       | 5      | 16     |
| 4         | Francia    | 3   | 1       | 0      | 4      |
| 5         | Egitto     | 1   | 0       | 1      | 2      |
| 6         | Portogallo | 0   | 1       | 0      | 1      |
| 6         | Siria      | 0   | 1       | 0      | 1      |
| 8         | Serbia     | 0   | 0       | 1      | 1      |
| Totale    | Totale     | 27  | 27      | 18     | 72     |